# Helga von Cramm

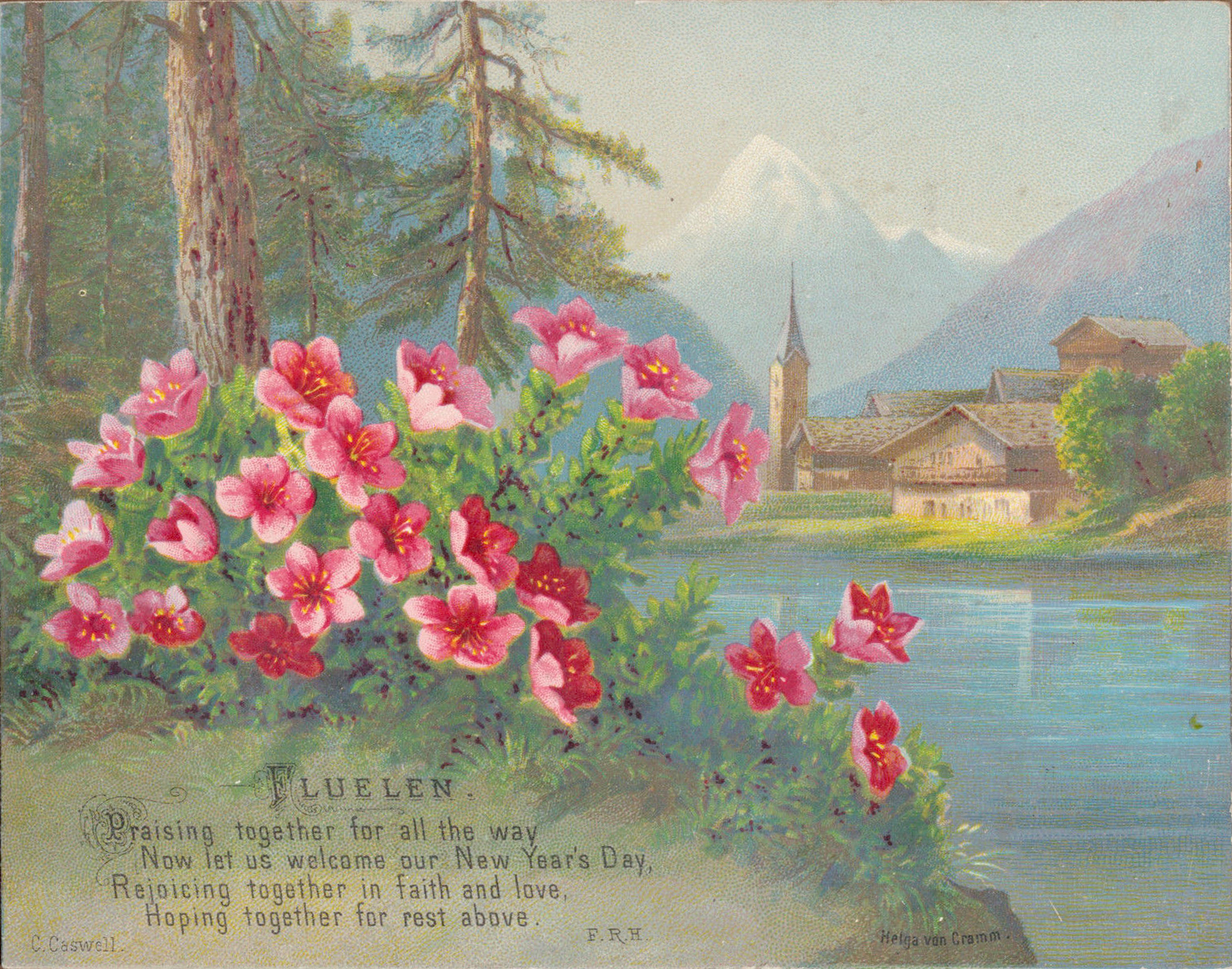
Flüelen, Uri

Helga Freiin von Cramm (* 1840; † 1919, Geburt- und Todesort unbekannt) war eine deutsch-schweizerische Grafikerin und Aquarellmalerin.

## Leben
Helga von Cramm war die erstgeborene Tochter des Wolfgang Friedrich Adolf Freiherrn von Cramm-Burchard (1812–1879).
Im Spätsommer 1876 begegnete Helga van Cramm in Champéry die englische Dichterin Frances Ridley Havergal. Aus der Bekanntschaft wurde eine innige Freundschaft. In den Jahren 1879 bis 1880 illustrierte Helga von Cramm die Gedichte ihrer Freundin. Seit 1878 stellte sie ihre Werke auf Kunstausstellungen aus. Viele ihrer Werke erschienen in Form von farbigen Postkarten.
Sie lebte von 1877 bis 1883 in der Schweiz mit dem Wohnsitz in St. Moritz, den Zeitraum von 1880 bis 1892 verbrachte sie in Italien, davon 1884 in Florenz. 1901 besuchte sie London und verbrachte ihre Sommerfrische im Schweizer Grandhotel Bellevue Des Alpes, hoch oben in den Berner oberländischen Alpen. „Zur Erinnerung an herrlich verlebte Tage“ überreichte sie dem Hotelier Adolf Seiler ein dort von ihr angefertigtes Gemälde, das noch heute im Zimmer Nr. 47 des Grand Hotels zu bewundern ist. 1910 besuchte sie die portugiesische Insel Madeira. Sie war auch in Deutschland als Aquarellmalerin tätig.